# Syntomus impressus decorus
Syntomus impressus decorus é uma subespécie de insetos coleópteros pertencente à família Carabidae.
A autoridade científica da subespécie é Bedel, tendo sido descrita no ano de 1913.
Trata-se de uma subespécie presente no território português.